# 錫達鎮區 (阿肯色州卡羅爾縣)
錫達鎮區（英語：Cedar Township）是位於美國阿肯色州卡羅爾縣的一個行政鎮區。

## 地方資料
根據2010年美國人口普查的數據，錫達鎮區的面積為92.57平方千米，當中陸地面積為92.55平方千米，而水域面積為0.02平方千米。當地共有人口3575人，而人口密度為每平方千米38人。